# Hans Seitz (Jurist)
Hans Seitz (* 16. Mai 1929 in Wien; † 17. Mai 2011 in Eggenburg) war ein österreichischer Jurist und Förderer der Stadt Eggenburg.

## Leben
Nach der Matura studierte er Jus, promovierte 1952 und absolvierte das Gerichtsjahr; anfangs arbeitete er in der Industriellenvereinigung, ab 1961 war er für einen Grazer Baukonzern tätig, für den er international eingesetzt war. Ab 1981 lebte er in der in Familienbesitz befindlichen Burg in Eggenburg. Er war über 25 Jahre in der Krahuletzgesellschaft aktiv und war 1984 bis 1999 Obmann des Vereins Pro Eggenburg, wo er sich für die Erhaltung und Renovierung der vielen Klein- und Kulturdenkmäler einsetzte, so etwa für das Bürgerspitalsensemble, die Grabkapelle, den Kreuzweg und die Rosenkranzkapellen.
Er war Ehrenbürger der Stadt Eggenburg, Träger des Ehrenringes und der goldenen Ehrennadel der Stadt und wurde mit dem Goldenen Ehrenzeichen für Verdienste um das Bundesland Niederösterreich ausgezeichnet. Postum wurde für ihn eine Gedenktafel im Bürgerspital angebracht. Seitz hatte sich für die Renovierung und Erhaltung der denkmalgeschützten Gebäude engagiert.